# Братовичі
Братовичі (хорв. Bratovići) — населений пункт у Хорватії, в Істрійській жупанії у складі міста Пореч.

## Населення
Населення за даними перепису 2011 року становило 19 осіб.
Динаміка чисельності населення поселення:

## Клімат
Середня річна температура становить 12,65 °C, середня максимальна – 26,85 °C, а середня мінімальна – -2,19 °C. Середня річна кількість опадів – 978 мм.
| Клімат поселення                              | Клімат поселення | Клімат поселення | Клімат поселення | Клімат поселення | Клімат поселення | Клімат поселення | Клімат поселення | Клімат поселення | Клімат поселення | Клімат поселення | Клімат поселення | Клімат поселення | Клімат поселення |
| Показник                                      | Січ.             | Лют.             | Бер.             | Квіт.            | Трав.            | Черв.            | Лип.             | Серп.            | Вер.             | Жовт.            | Лист.            | Груд.            |                  |
| Середній максимум, °C                         | 9,60             | 10,46            | 13,35            | 17,04            | 22,09            | 26,28            | 26,85            | 26,34            | 21,74            | 17,02            | 12,02            | 8,86             |                  |
| Середня температура, °C                       | 3,71             | 4,56             | 7,46             | 11,15            | 16,20            | 20,39            | 22,78            | 22,28            | 17,66            | 12,96            | 7,94             | 4,78             |                  |
| Середній мінімум, °C                          | −2,19            | −1,34            | 1,55             | 5,23             | 10,30            | 14,50            | 18,71            | 18,20            | 13,60            | 8,88             | 3,87             | 0,71             |                  |
| Норма опадів, мм                              | 70               | 57               | 70               | 81               | 73               | 84               | 60               | 87               | 89               | 108              | 112              | 87               |                  |
| Середньомісячна швидкість вітру, м/с          | 1.97             | 2.22             | 2.40             | 2.40             | 2.20             | 2.10             | 2.07             | 2.00             | 2.00             | 2.17             | 2.20             | 2.11             |                  |
| Середньомісячна сонячна радіація, кДж/м²·день | 4516             | 7456             | 10740            | 15080            | 19234            | 21114            | 21988            | 18862            | 14057            | 9003             | 4922             | 3792             |                  |
| --------------------------------------------- | ---------------- | ---------------- | ---------------- | ---------------- | ---------------- | ---------------- | ---------------- | ---------------- | ---------------- | ---------------- | ---------------- | ---------------- | ---------------- |
| Джерело:                                      |                  |                  |                  |                  |                  |                  |                  |                  |                  |                  |                  |                  |                  |